# سوسکدا
سوسکدا (به اسپانیایی: Susqueda) یک شهرستان در اسپانیا است که در خرنا واقع شده‌است.

## خصوصیات
سوسکدا ۵۰٫۶ کیلومترمربع مساحت و ۱۲۶ نفر جمعیت دارد و ۱۰۰ متر بالاتر از سطح دریا واقع شده‌است.